# Acalolepta flavithorax
Acalolepta flavithorax es una especie de escarabajo longicornio del género Acalolepta, tribu Monochamini, subfamilia Lamiinae. Fue descrita científicamente por Breuning en 1936.
Se distribuye por Malasia (isla de Borneo, Sarawak). Mide aproximadamente 13 milímetros de longitud.